# Anneliese Knorr
Anneliese Knorr (* 26. Juli 1918 in Saarbrücken als Anneliese Elsner; † 2. Mai 2003 in Gelsenkirchen) war eine deutsche Journalistin und Stadt-Galeristin. Sie war Trägerin des Bundesverdienstkreuzes am Bande.

## Leben
Knorr wurde in Saarbrücken geboren. Als der Vater nach dem Ersten Weltkrieg eine Anstellung im Rathaus des damals noch selbstständigen Buer in Westfalen erhielt, zog die Familie ins Ruhrgebiet. In Buer besuchte sie das Annette-von-Droste-Hülshoff-Gymnasium bis zum Abitur (1938). Anschließend absolvierte sie ein Volontariat und erhielt Anstellungen bei der Münsterschen Zeitung in Münster (1939) und der Rheinischen Landeszeitung in Düsseldorf (1940) für die Fachgebiete Bildende Kunst, Literatur und Theater. Gegen Ende des Zweiten Weltkrieges druckte sie Flugblätter mit Verhaltensmaßnahmen für die im „Ruhrkessel“ eingeschlossenen deutschen Soldaten.
Nach Kriegsende kehrte Anneliese zurück nach Gelsenkirchen-Buer. Sie arbeitete unter anderem als Übersetzerin für die ENSA, einer Agentur zur Unterhaltung der englischen Soldaten im Schauburg-Theater. Im hinteren Teil der Schauburg traf sie auf Ernst Knorr, der die Plakate für die Veranstaltungen malte. 1953 fand die Hochzeit statt.
Während Ernst Knorr eine Stellung im Presseamt erhielt, arbeitete Anneliese Knorr als Ausstellungsmacherin. So organisierte sie zum Beispiel die erste Ausstellung im Pianohaus Kohl in Gelsenkirchen. (Hier hat später Günther Uecker sein Klavier benagelt.)

Von Günther Uecker benageltes Klavier

1965 wurde Anneliese Mitarbeiterin im Presseamt der Stadt Gelsenkirchen. Im Hans-Sachs-Haus schrieb sie die Reden für den Oberbürgermeister Werner Kuhlmann sowie Texte für die „Gelsenkirchener Blätter“. Daneben führte sie Ausstellungen in den Dienstzimmern des Oberbürgermeisters durch.
1976 wurde Anneliese Knorr ins Kulturamt versetzt, wo sie die „Kommunale Galerie“ im Ratsfoyer leitete. Auch außerhalb des Hans-Sachs-Hauses führte sie Kunstveranstaltungen durch, zum Beispiel das „GE-Spektakel“ im Musiktheater Gelsenkirchen. Daneben initiierte sie Druckschriften zu Dokumentationen und Sonderpublikationen.
1980 wurde Anneliese Knorr Vorsitzende des Kunstvereins Gelsenkirchen, ab 1983 Stellvertreterin. Ihre Pensionierung erfolgte 1982, jedoch blieb sie weiterhin aktiv in der Kunstszene, auch durch Rezensionen in Zeitungen und Katalogen. Zuletzt verschlechterte sich ihr Sehvermögen dramatisch und sie starb erblindet am Grünen Star am 2. Mai 2003 im Alter von 84 Jahren. Ihr Grab befindet sich auf dem Hauptfriedhof in Gelsenkirchen-Buer.

## Würdigung
Anneliese Knorr hat viele Künstler aus der Region entdeckt und gefördert. Insgesamt sind mehr als 300 Ausstellungen von ihr durchgeführt worden. Die Zahl ihrer Fachaufsätze ist unbekannt. In der Presse wurde sie als „Mutter Courage der Ruhrkunst“ (WAZ) oder als „Mutter der Künstler“ (Buersche Zeitung) zitiert.
1993 organisierte der Kunstverein Gelsenkirchen e.V. aus Anlass des 75. Geburtstages von Anneliese Knorr eine Ehrung unter dem Titel „Ereignisse - Begegnungen mit Bildern und Menschen“. Viele Künstler, denen Anneliese Knorr im Laufe ihres Schaffens begegnet ist, stellten im Städtischen Museum von Gelsenkirchen aus.